# کاروانسرای خان عوض A
کاروانسرای خان عوض A مربوط به دوره صفوی است و در شهرستان گچساران، بخش مرکزی، دهستان لیشتر، روستای سعادت آباد واقع شده و این اثر در تاریخ ۶ اسفند ۱۳۸۵ با شمارهٔ ثبت ۱۷۵۴۳ به‌عنوان یکی از آثار ملی ایران به ثبت رسیده است.